# 펠릭스 쿨로프

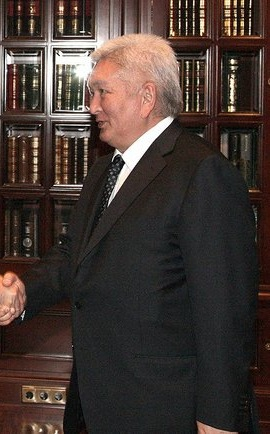

펠릭스 샤르셴바예비치 쿨로프(키르기스어: Феликс Шаршенбаевич Кулов, 1948년 10월 28일 - )는 툴립 혁명 이후 2005년부터 2007년까지 제9대 키르기스스탄의 총리를 역임한 키르기스스탄의 정치인이다. 2005년 9월 1일부터 대통령을 따라 처음 총리가 되었으며 2006년 12월 19일 사임할 때까지 재임했다.